# Parsmuseum

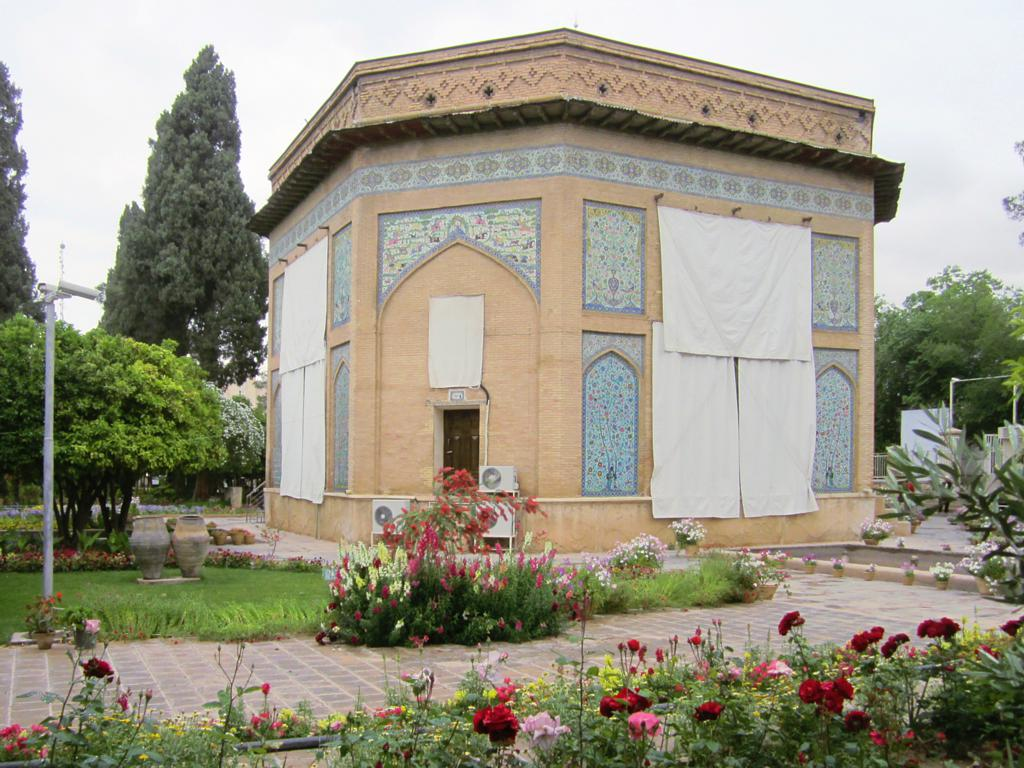

Het Parsmuseum (Perzisch: موزه پارس) is een museum in de Iraanse stad Shiraz. Het is een oud paviljoen dat bestaat uit een centrale hal met een koepel en vier alkoven waarvan de buitenmuren versierd zijn met tegels met 18e-eeuwse bloemmotieven en jachtscènes. De koepel heeft van binnen een stalactietenplafond.
Het museum bevindt zich in de Nazartuin (Bagh-i Nazar), een van de grootste tuinen van Shiraz ten tijde van de Safaviden (1501-1722). Zandheerser Karim Khan liet de tuin in de 18e eeuw opnieuw aanleggen volgens een quadripartiet ontwerp (chahar bagh) met vier axiale vijvers en het achthoekige Kolah Farangi-paviljoen in het midden. Hij ontving er buitenlandse ambassadeurs en andere hooggeplaatsten en hield er officiële ceremonies. Na zijn dood werd Karim Khan er zelf begraven aan oostzijde van het paviljoen, alvorens Mohammad Hasan Khan Qajar zijn lichaam weer liet opgraven om het mee te nemen naar Teheran. Later werd hij er weer herbegraven. In 1852 werd het Kolah Farangipaviljoen omgevormd tot een museum als eerste Iraanse museum buiten Teheran. In 1901 werden tuin en paviljoen gerestaureerd. In de jaren 1930 moest het noordelijke deel van de tuin wijken voor de aanleg van een nieuwe weg en in 1936 werd het paviljoen opnieuw gerestaureerd.
In het museum bevinden zich tentoonstellingen over de provincie Fars en haar dynastieën. De oudste stukken dateren uit 2000 v.Chr. Verder bevinden zich er elf schilderijen van de 18e-eeuwse Perzische kunstenaar Aqa Sadeq (Esfahani), het zwaard van Karim Khan en een tweetal 15e-eeuwse korans van Sultan Ibrahim Bin Shahrukh Gurekani, de kleinzoon van Timoer Lenk, die in 1937 naar hier werden overgebracht vanuit de Koranpoort.

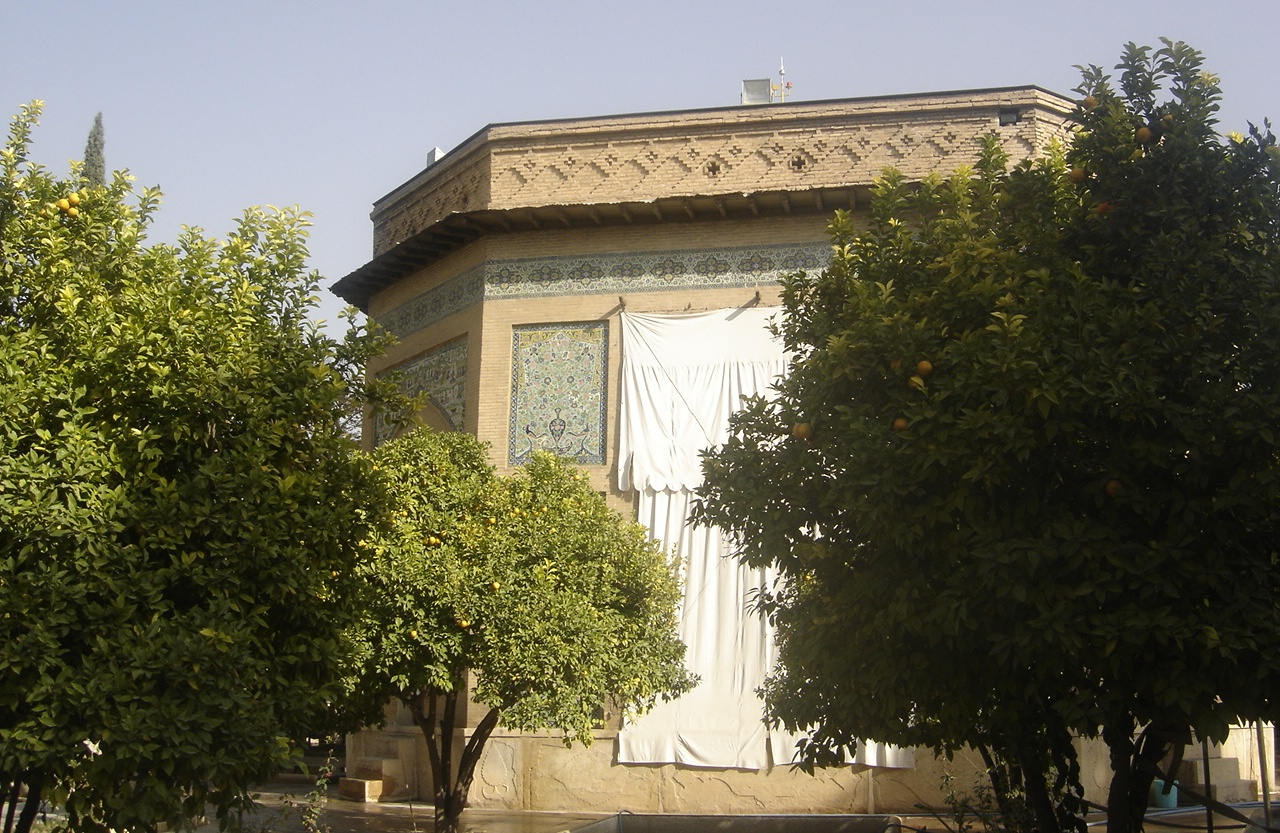
Parsmuseum
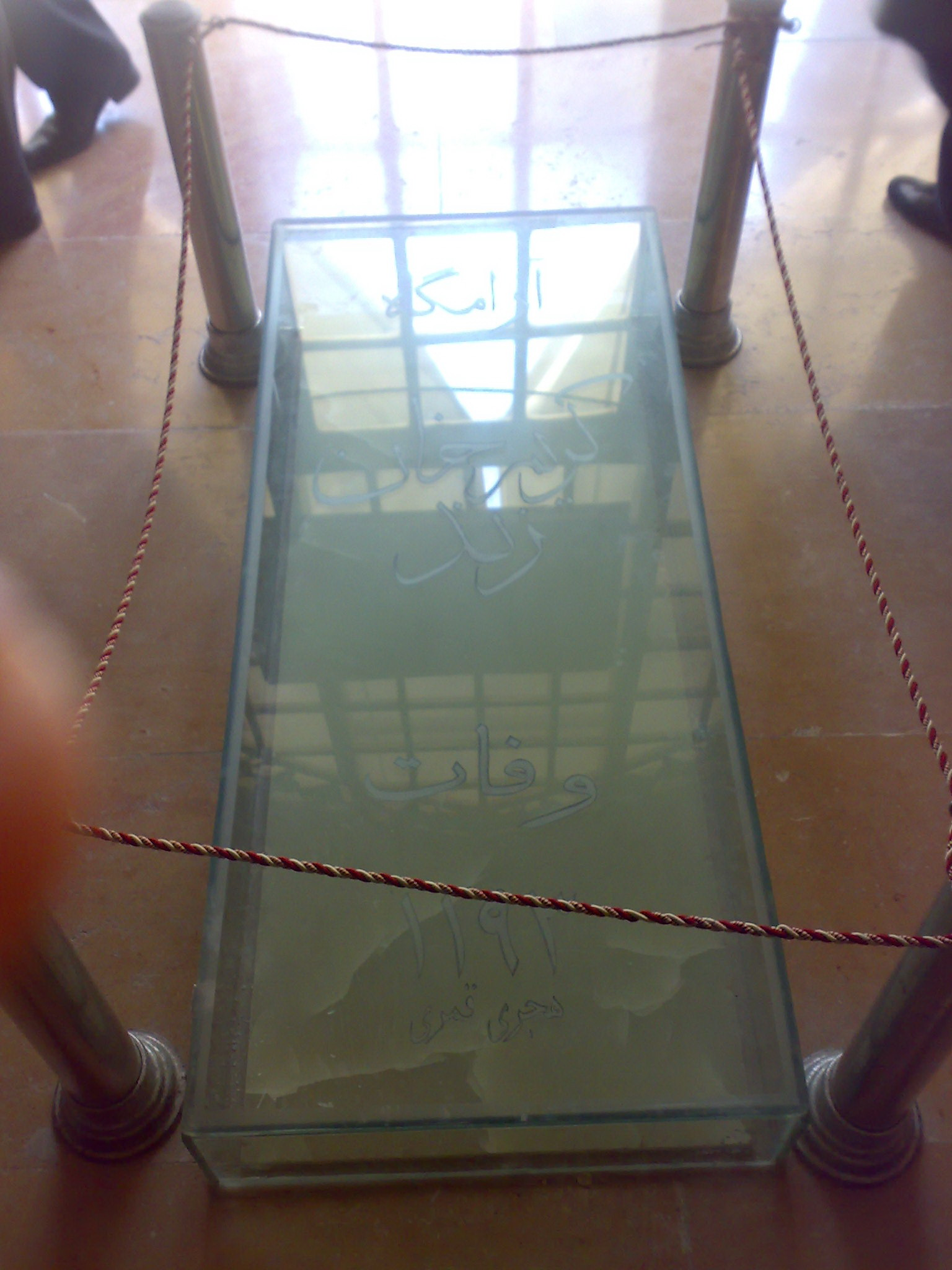
Graf van Karim Khan